# Panagiotis Tachtsidis
Panagiotis Tachtsidis (Nauplia, 15 de febrero de 1991) es un futbolista griego. Juega de centrocampista y se encuentra sin equipo tras abandonar el CFR Cluj.

## Trayectoria

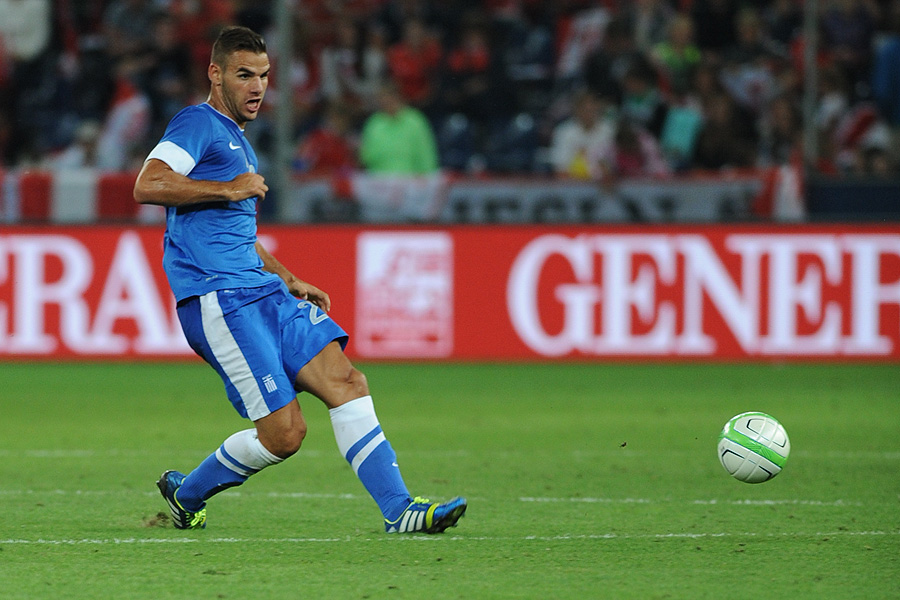
Tachtsidīs juega en el partido amistoso Grecia contra Austria disputado en Salzburgo en 2013.

### AEK
Tachtsidis fue promovido de categorías inferiores del AEK Atenas FC y firmó su primer contrato profesional con el AEK Atenas FC el 1 de noviembre de 2007. Poco después de firmar su primer contrato profesional, Tachtsidis hizo su debut con el AEK Atenas FC en la Copa griega contra Fostiras. El 27 de enero de 2009, se convirtió en el jugador más joven que ha jugado alguna vez con el AEK Atenas FC en la Liga griega cuando jugó contra el Thrasyvoulos FC con 16 años y 348 días de edad. Tachtsidis anotó el gol del triunfo a los 92 minutos para darle a su equipo los tres puntos.

### Genoa
El 21 de abril de 2010 se completó su traspaso al Genoa C. F. C. fracasó absolutamente.

### Cesena
El 7 de agosto de 2010 fue al A. C. Cesena en calidad de préstamo. 

### Grosseto
El 2 de febrero de 2011 fue en calidad de préstamo al U. S. Grosseto F. C. hasta final de temporada.

### Hellas Verona
Fue en calidad de préstamo al Hellas Verona para la temporada 2011-2012.

### Roma
El 19 de julio de 2012 Tachtsidis firmó un contrato de cinco años con la A. S. Roma por un costo de € 2,5 millones.

### Genoa
El 30 de junio de 2013 el Genoa C. F. C. lo compró definitivamente.

## Selección nacional
El 19 de mayo de 2014 el entrenador de la selección griega, Fernando Santos, lo incluyó en la lista final de jugadores que representarían a Grecia en la Copa Mundial de Fútbol de 2014.

### Participaciones en Copas del Mundo
| Mundial                        | Sede   | Resultado        |
| ------------------------------ | ------ | ---------------- |
| Copa Mundial de Fútbol de 2014 | Brasil | Octavos de final |

## Clubes
| Club                     | País           | Año       |
| ------------------------ | -------------- | --------- |
| AEK Atenas F. C.         | Grecia         | 2008-2010 |
| Genoa C. F. C.           | Italia         | 2010      |
| A. C. Cesena (cedido)    | Italia         | 2010      |
| U. S. Grosseto (cedido)  | Italia         | 2011      |
| Hellas Verona (cedido)   | Italia         | 2011-2012 |
| A. S. Roma               | Italia         | 2012-2013 |
| Calcio Catania           | Italia         | 2013-2014 |
| Torino F. C. (cedido)    | Italia         | 2014      |
| Genoa C. F. C.           | Italia         | 2014-2016 |
| Hellas Verona (cedido)   | Italia         | 2014-2015 |
| Torino F. C.             | Italia         | 2016      |
| Cagliari Calcio (cedido) | Italia         | 2016-2017 |
| Olympiacos F. C.         | Grecia         | 2017-2018 |
| Nottingham Forest F. C.  | Inglaterra     | 2018-2019 |
| U. S. Lecce (cedido)     | Italia         | 2019      |
| U. S. Lecce              | Italia         | 2019-2021 |
| Al-Fayha F. C.           | Arabia Saudita | 2021-2022 |
| Khor Fakkan Club         | EAU            | 2022-2023 |
| CFR Cluj                 | Rumania        | 2023-2025 |

## Palmarés

### Títulos nacionales
| Título                    | Club           | País           | Año  |
| ------------------------- | -------------- | -------------- | ---- |
| Copa del Rey de Campeones | Al-Fayha F. C. | Arabia Saudita | 2022 |
| Copa de Rumania           | CFR Cluj       | Rumania        | 2025 |